# Оуквуд (Техас)
Оуквуд (англ. Oakwood) — місто (англ. town) в США, в округах Леон і Фристоун штату Техас. Населення — 389 осіб (2020).

## Географія
Оуквуд розташований за координатами 31°35′5″ пн. ш. 95°51′0″ зх. д. / 31.58472° пн. ш. 95.85000° зх. д. (31.584788, -95.849878).  За даними Бюро перепису населення США в 2010 році місто мало площу 2,93 км², уся площа — суходіл.

## Демографія
Згідно з переписом 2010 року, у місті мешкало 510 осіб у 212 домогосподарствах у складі 134 родин. Густота населення становила 174 особи/км².  Було 246 помешкань (84/км²).
Расовий склад населення:
| - 65,1 % — білих - 29,2 % — чорних або афроамериканців - 1,0 % — корінних американців - 0,6 % — азіатів - 2,9 % — осіб інших рас |

До двох чи більше рас належало 1,2 %. Частка іспаномовних становила 7,1 % від усіх жителів.
За віковим діапазоном населення розподілялося таким чином: 23,9 % — особи молодші 18 років, 59,4 % — особи у віці 18—64 років, 16,7 % — особи у віці 65 років та старші. Медіана віку мешканця становила 40,7 року. На 100 осіб жіночої статі у місті припадало 102,4 чоловіків;  на 100 жінок у віці від 18 років та старших — 100,0 чоловіків також старших 18 років.
Середній дохід на одне домашнє господарство  становив 48 713 долари США (медіана — 46 875), а середній дохід на одну сім'ю — 51 276 доларів (медіана — 45 625). За межею бідності перебувало 14,2 % осіб, у тому числі 20,2 % дітей у віці до 18 років та 15,3 % осіб у віці 65 років та старших.
Цивільне працевлаштоване населення становило 175 осіб. Основні галузі зайнятості: роздрібна торгівля — 37,7 %, освіта, охорона здоров'я та соціальна допомога — 21,1 %, сільське господарство, лісництво, риболовля — 13,7 %, фінанси, страхування та нерухомість — 11,4 %.